# Katolički pogled na kontracepciju
Katolički pogled na kontracepciju je službeno protivljenje Katoličke Crkve svim oblicima umjetnih kontracepcijskih sredstava. Stav Crkve je da, bračni spolni čin treba biti otvoren životu (prokreativan) te sjedinjujući. Dodatni je prijepor što pojedina kontracepcijska sredstva mogu dovesti do pobačaja. Kontracepcijska spirala uzrokuje pobačaj, tako što sprječava usađivanje oplođene jajne stanice u maternicu. Kontracepcijske pilule ponekad imaju jednako djelovanje. Dodatni razlog protivljenju kontracepciji je što kontracepcija nije posve pouzdana u sprječavanju širenja spolnih bolesti poput AIDS-a, sifilisa, gonoreje, genitanog herpesa itd. Pojedine uzročnike spolnih bolesti kontracepcijska sredstva ne mogu zaustaviti, jer je moguća i zaraza preko kože oko spolnih organa poput HPV virusa koji uzrokuje rak vrata maternice. 
Na početku Biblije u starozavjetnoj Knjizi Postanka, opisano je kako je Bog stvorio svijet i prve ljude Adama i Evu. Prva zapovijed, koju im je dao bila je: "Plodite se, i množite, i napunite zemlju, i sebi je podložite (Post 1, 28)" To je ponovio i Noi nakon općeg potopa. Iz toga Katolička Crkva smatra, da spolni odnos treba uvijek biti otvoren životu. 

## Crkveni oci
Mnogi su se rani crkveni oci protivili upotrebi kontracepcije uključujući sv. Jeronima, sv. Augustina, sv. Klementa Aleksandrijskog, sv. Ivana Zlatoustog i dr.

## Papa Pio XI.
Papa Pio XI. u enciklici Casti Connubii iz 1930. naglasio je, da učenje Crkve promiče vrijednosti braka i života. Dopušten je spolni odnos u braku i u vrijeme kada žena ne može ostati trudna te kada je netko od bračnih partnera neplodan. To je bio odgovor na raspravu o tom pitanju, jer su neki smatrali, da tada spolni odnos nije dozvoljen. Osudio je kontracepciju i sterilizaciju kao neprirodna sredstva i protivna dobrobiti braka i života. Kontracepciju naziva teškim grijehom: "Svaka upotreba ženidbe gdje po čovjekovom nastojanju biva bračni čin lišen svoje prirodne sposobnosi da proizvede život, krši Božji zakon i oni koji takvo što čine, kaljaju se ljagom teškoga grijeha". 

## Papa Pavao VI.
Veliku pažnju medija pobudila je enciklika Humanae Vitae pape Pavla VI. iz 1968. godine. Mjesecima prije objavljivanja, mediji su nagađali, da bi taj dokument mogao promijeniti stav Katoličke Crkve o kontracepciji. To se nije dogodilo, već je enciklika potvrdila dotadašnji stav. Papa Pavao VI. nazvao je kontracepciju simptomom sebičnosti u društvu, zbog bijega od odgovornosti. Umjetna kontracepcijska sredstva smatraju se smrtnim grijehom. Preporučene su prirodne metode planiranja obitelji poput Billingsove ovulacijske metode i sl. Papa je upozorio, da korištenje kontracepcije može imati mnoge loše posljedice. Izrazio je bojazan, da će raširenost kontracepcije dovesti do povećanog broja preljube i nevjere u braku te pada morala. Muškarci koji su naviknuti na kontracepciju u opasnosti su, da svedu ženu na objekt zadovoljenja požude i prestanu u njoj gledati partnericu, koja zaslužuje nježnost i brižnost.
Iste godine, kada je objavljena enciklika Humanae Vitae, Papinska komisija za maloljetnike objavila je stav o kontinuiranom protivljenju Katoličke Crkve protiv kontracepcije: "Ne može se pronaći u nijednom razdoblju povijesti, nijedan crkveni dokument, nijedna teološka škola, gotovo nijedan katolički teolog koji bi nijekali, da je kontracepcija oduvijek smatrana ozbiljnim zlom. Učenje Crkve o kontracepciji nije se mijenjalo. Do 20. stoljeća, sve kršćanske Crkve imale su istovjetni stav bilo, da se radilo o pravoslavnima, anglikancima ili protestantima. Pravoslavni i danas imaju uobičajen stav o kontracepciji."

## Papa Ivan Pavao II.
Papa Ivan Pavao II. mnogo je puta izrekao svoje mišljenje o kontracepciji. Na susretu teologa 12. studenog 1988. godine izjavio je: "Ne postoje osobne ili socijalne prilike koje bi opravdale čin kontracepcije". Smatrao je kontracepciju smrtnim grijehom. Papa Ivan Pavao II. osmislio je pojam "kultura života", čiji bitan dio je protivljenje kontracepciji, pobačaju i umjetnoj oplodnji. Održao je niz predavanja, koja su nazvana "Teologija tijela" u kojima je govorio i o kontracepciji. Usprotivio se umjetnim sredstvima kontracepcije. Pozdravio je prirodne metode planiranja obitelji.
U govoru 17. srpnja 1994. godine rekao je, da u nastanku života, supružnici ostvaruju jednu od najvažnijih dimenzija svoga poziva: postaju Božji suradnici. U odluci imati ili nemati dijete, ne smije predvladati sebičnost i nemar već pažljiva velikodušnost, koja važe mogućnosti i okolnosti i posebno daje prioritet dobrobiti nerođenog djeteta. I kada nije vrijeme za začeće, treba poštovati bračni čin kao prokreativan (otvoren rađanju) i onaj koji sjedinjuje partnere. Dopuštene su prirodne metode planiranja obitelji, koje poštuju prirodne biološke cikluse, dok kontracepcija nije dopuštena.

## Papa Benedikt XVI.
Crkveni dokument Dignitas Personae iz 2008. godine ponavlja protivljenje kontracepciji, uključujući i novije metode poput kondoma za žene i kontacepcijskih pilula za jutro poslije.
Papa Benedikt XVI. u 2009. godini je izjavio, da korištenje kondoma nije rješenje za suzbijanje AIDS-a, nego još pogoršava postojeće stanje.